# Jeffersonville (Kentucky)
Jeffersonville è un comune degli Stati Uniti d'America, situato nello Stato del Kentucky, nella contea di Montgomery.